# 马尔沃-维约
马尔沃-维约（法語：Marvaux-Vieux，法語發音：[maʁvo vjø]）是法国大東部大區阿登省的一个市镇，属于武济耶区。

## 地名
该市镇于1828年由原市镇马尔沃（Marvaux）和维约莱莫尔（Vieux-lès-Maures）合并而成，故该市镇名中的“Vieux”并非意为“旧”的法语词语，而是一个地名。

## 地理
马尔沃-维约（49°17'23"N, 4°40'49"E）面积11.61 平方千米，位于法国大東部大區阿登省，该省份为法国北部内陆省份，西接埃纳省，南至马恩省，东临默兹省，北与比利时接壤。
与马尔沃-维约接壤的市镇（或旧市镇、城区）包括：阿尔德伊和蒙福克塞勒、欧尔、利里、芒尔、蒙图瓦。

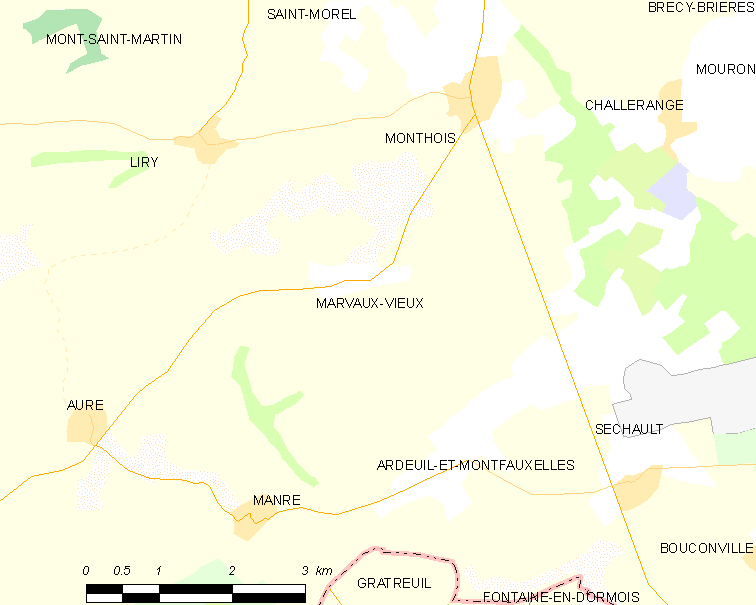
马尔沃-维约的OSM定位图

马尔沃-维约的时区为UTC+01:00、UTC+02:00（夏令时）。

## 行政
马尔沃-维约的邮政编码为08400，INSEE市镇编码为08280。

## 政治
马尔沃-维约所属的省级选区为阿蒂尼县。

## 人口

1962-2008年间马尔沃-维约人口变化图示

马尔沃-维约于2022年1月1日时的人口数量为70人。